# Luther-Gesellschaft

Die Lutherrose ziert das Deckblatt sowohl der Zeitschrift Luther als auch des jeweiligen Lutherjahrbuchs

Die Luther-Gesellschaft ist eine 1918 als Verein organisierte Institution im deutschen Protestantismus, die sich der Erforschung des Lebens und Wirkens Martin Luthers, der populärwissenschaftlichen Darstellung und Publikation und der Unterstützung eines auf Luther gründenden kirchlichen Lebens verpflichtet sieht.
Dazu gibt sie dreimal jährlich die Zeitschrift Luther sowie die Lutherjahrbücher heraus und führt Jahrestagungen und Seminare zu aktuellen theologischen oder religionspädagogischen Themen an den Lutherstätten durch. In regelmäßigen Abständen (zuletzt alle zwei Jahre) lobt die Gesellschaft den Martin-Luther-Preis für den akademischen Nachwuchs aus. Er wird verliehen an Studenten der Fächer Theologie, Geschichte, Philologie oder Philosophie an deutschen Universitäten für Arbeiten, die sich mit Martin Luther und dem reformatorischen Erbe befassen.
Gegründet wurde die Luther-Gesellschaft im Zuge der Lutherrenaissance durch den Philosophen Rudolf Eucken, der nach den Erschütterungen des Ersten Weltkriegs eine Neu- und Rückbesinnung der Kultur auf den Reformator für notwendig ansah.

## Vorstand
Geleitet wird die Gesellschaft durch den Vorstand, der alle 5 Jahre von der Mitgliederversammlung gewählt wird. 
Erster Präsident der Luther-Gesellschaft ist (Stand: 2024) der Berliner Theologieprofessor Notger Slenczka. Zweite Präsidentin Landesbischöfin Kristina Kühnbaum-Schmidt.